# Johan Scott
Johan Albin Scott, född 28 maj 1953 i Mariehamn på Åland, är en finländsk målare.
Johan Scott utbildade sig på Kungliga Konsthögskolan i Stockholm 1976–81.  Han hade sin första separatutställning på Ålands Konstmuseum 1982. Han var professor på Kungliga Konsthögskolan 1998–2008 och blev ledamot av Kungliga Akademien för de fria konsterna 2002. Från 2014 är han professor och prorektor vid Stockholms konstnärliga högskola.
Scott fick Ars Fennica-priset 1992 och Carnegie Art Awards tredjepris 2001. Han bor och arbetar i Stockholm.

## Offentliga verk i urval
- Väggmålning i statens ämbetshus i Raumo, 1994
- Åtta målningar i Wallenberglaboratoriet vid Lunds universitet i Malmö, 1996
- Nördliche Dämmerung, oljemålningar på poppelpannå, 2017, restaurangen vid huvudentrén till Nya Karolinska Solna, den nya delen av Karolinska Universitetssjukhuset.[3]

Scott är representerad vid bland annat Moderna museet och Kalmar konstmuseum.